# Khariya
Khariya es una ciudad censal situada en el distrito de Sonbhadra en el estado de Uttar Pradesh (India). Su población es de 10482 habitantes (2011). 

## Demografía
Según el censo de 2011 la población de Khariya era de 10482 habitantes, de los cuales 5615 eran hombres y 4867 eran mujeres. Khariya tiene una tasa media de alfabetización del 88,33%, superior a la media estatal del 67,68%: la alfabetización masculina es del 95,10%, y la alfabetización femenina del 80,51%.